# NGC 752
NGC 752, även känd som Caldwell 28, är en öppen stjärnhop som ligger ungefär fem grader söder om Almach. De 60 stjärnorna i denna öppna hop kan ses med blotta ögat från mörka platser. Med en mindre kikare kan man eventuellt se kedjor och klungor av stjärnor, som bildar ett förvridet X i den stora hopen.
Stjärnhopen upptäcktes av den engelska astronomen Caroline Herschel 1783 och katalogiserades av hennes berömde bror, den tysk-brittiske astronomen William Herschel 1786. Emellertid kan det ha varit NGC 752 som beskrevs redan före 1654 av den italienske astronomen Giovanni Battista Hodierna.